# Helina spinilamellata
Helina spinilamellata är en tvåvingeart som beskrevs av Malloch 1920. Helina spinilamellata ingår i släktet Helina och familjen husflugor.
Artens utbredningsområde är Montana. Inga underarter finns listade i Catalogue of Life.